# Adénium ztloustlé
Adénium ztloustlé (Adenium obesum), lidově zvané pouštní růže, je druh krytosemenných rostlin z čeledi toješťovitých patřící mezi sukulenty, který pochází původně z oblasti Sahelu a je rozšířen od Mauritánie a Senegalu až po Súdán, tropickou a subtropickou východní a jižní Afriku a Arábii. Je blízce příbuzné jihoevropskému oleandru.

## Popis
Jde o stálezelený či v období sucha listy shazující sukulentní keř, který může ztrácet listy i během chladných období. Dorůstá do výšky 1–3 metry a má značně ztloustlý kmen s šedou kůrou, který je v dolní části nápadně zduřelý. Je v něm uloženo značné množství zásobní vody. Lesklé tuhé zelené listy jsou obvejčité a střídavě uspořádané, podobají se listům oleandru. Bývají 5–15 cm dlouhé a 1–8 cm široké. 2–5 cm dlouhé, velké pětičetné květy mají dlouhou, uvnitř žlutavou trubku, asi 4–6 cm v průměru a bývají obvykle růžové nebo červené. Připomínají květy příbuzných druhů, jako jsou plumérie či oleandry.

## Taxonomie

### Poddruhy
- Adenium obesum subsp. obesum (od Mauritánie a Senegalu až po Súdán)
- Adenium obesum subsp. oleifolium (Jihoafrická republika a Botswana)
- Adenium obesum subsp. socotranum (Sokotra)
- Adenium obesum subsp. somalense (východní Afrika)
- Adenium obesum subsp. swazicum (Svazijsko, Jihoafrická republika)

## Rozšíření a užití
Kromě Afriky a Arábie je adénium ztloustlé jako poddruh socotranum zastoupeno i na ostrově Sokotra v Indickém oceánu.
Míza adénia ztloustlého obsahuje velmi jedovaté srdeční glykosidy, a dodnes se proto v Africe používá jako šípový jed pro lov velkých zvířat.

## Galerie

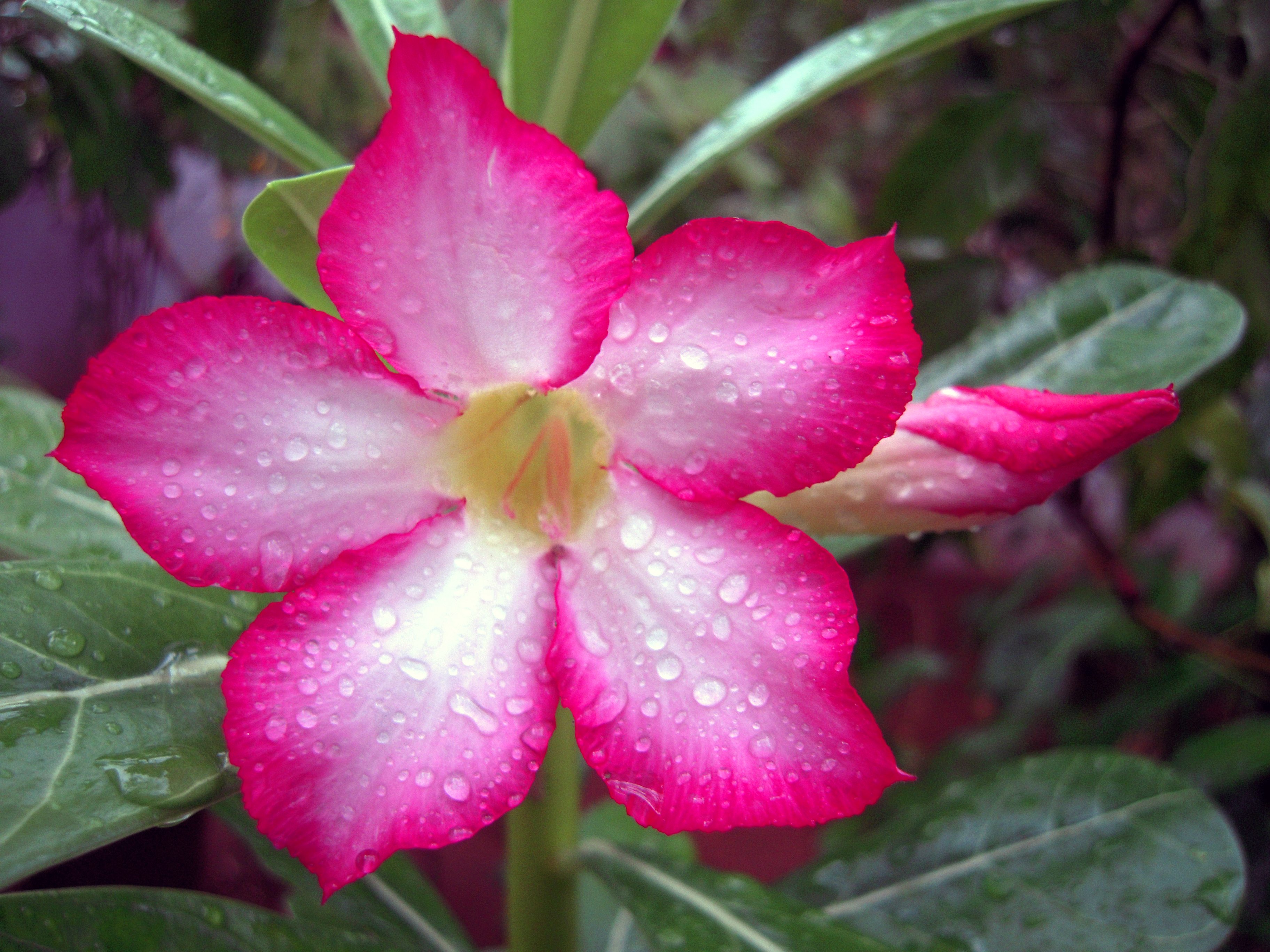
Adénium ztloustlé, květ
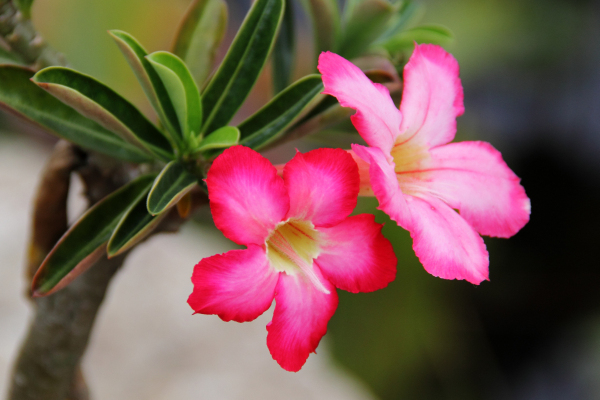
Adenium obesum
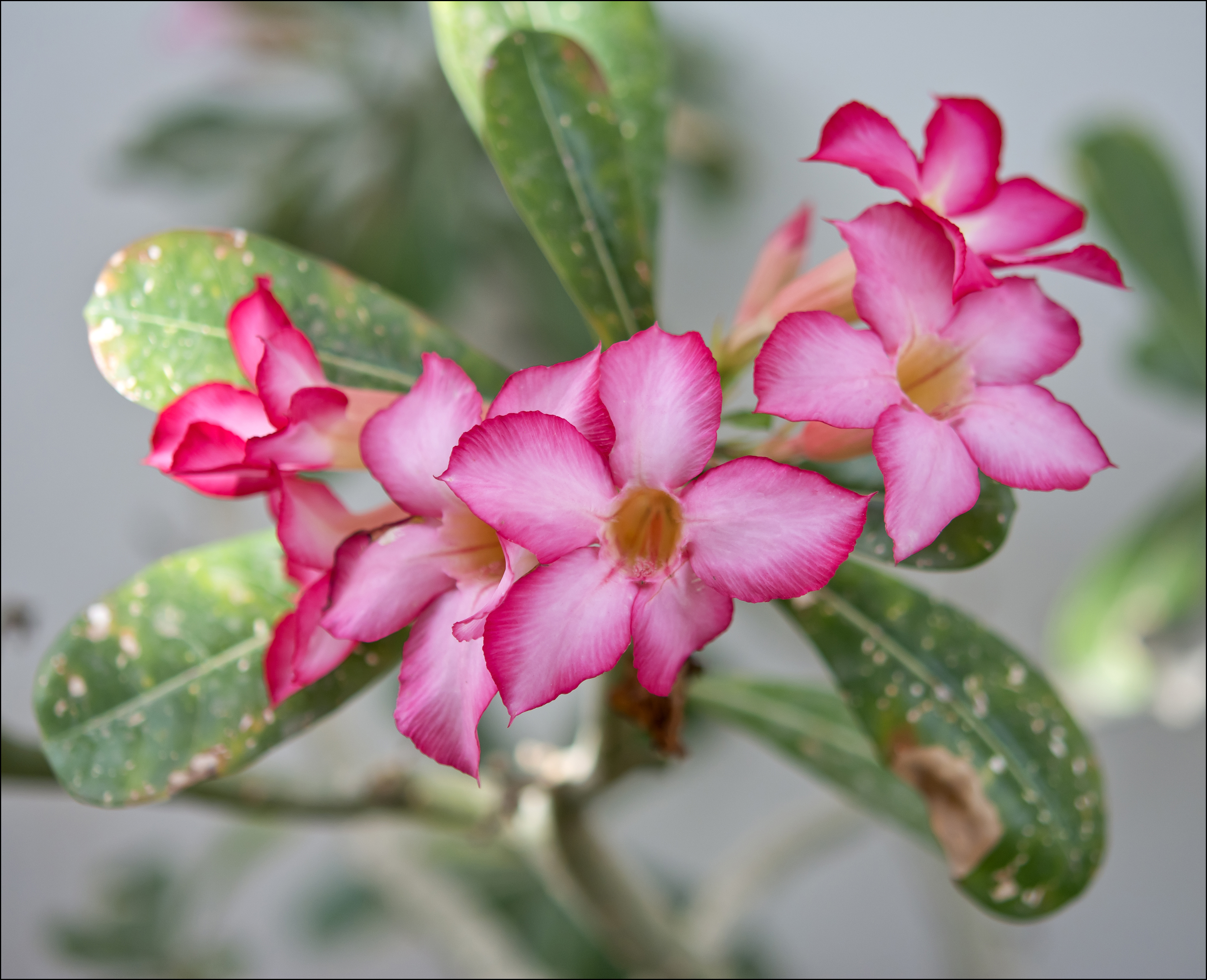
Květy a listy
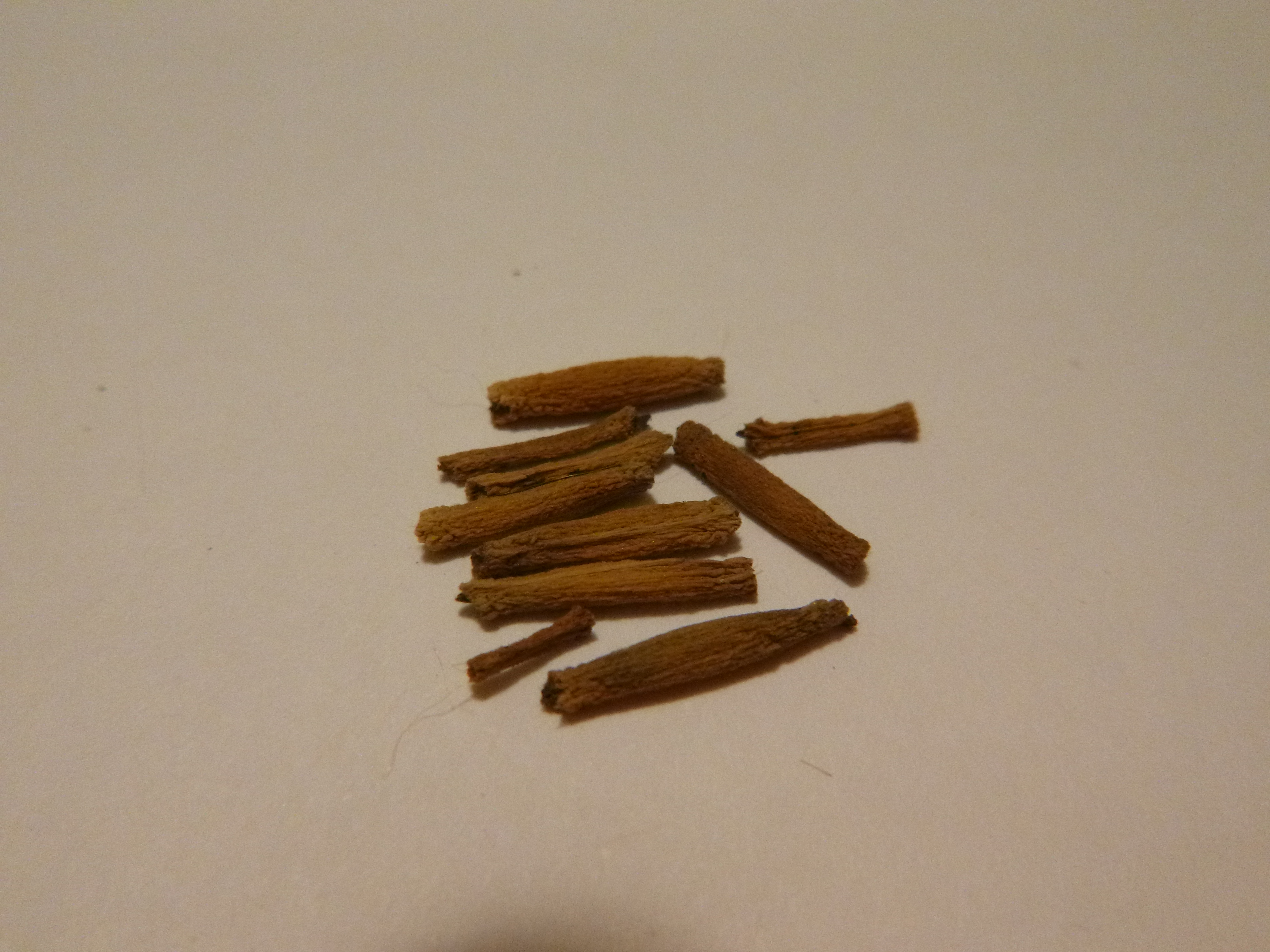
Semena adénia